# Kaiser Bräu

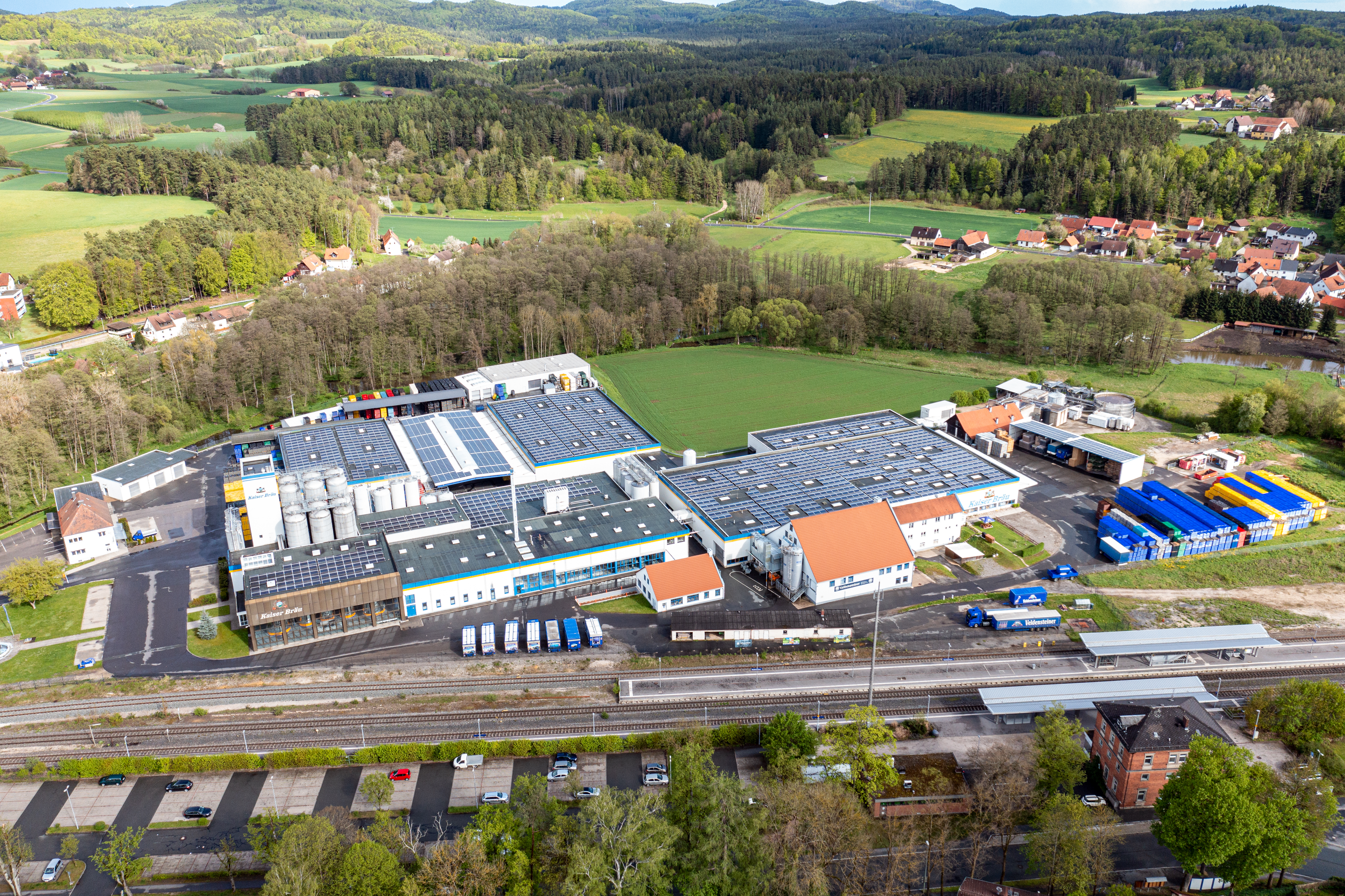
Die Kaiser Bräu vor Neuhaus an der Pegnitz, Mai 2021

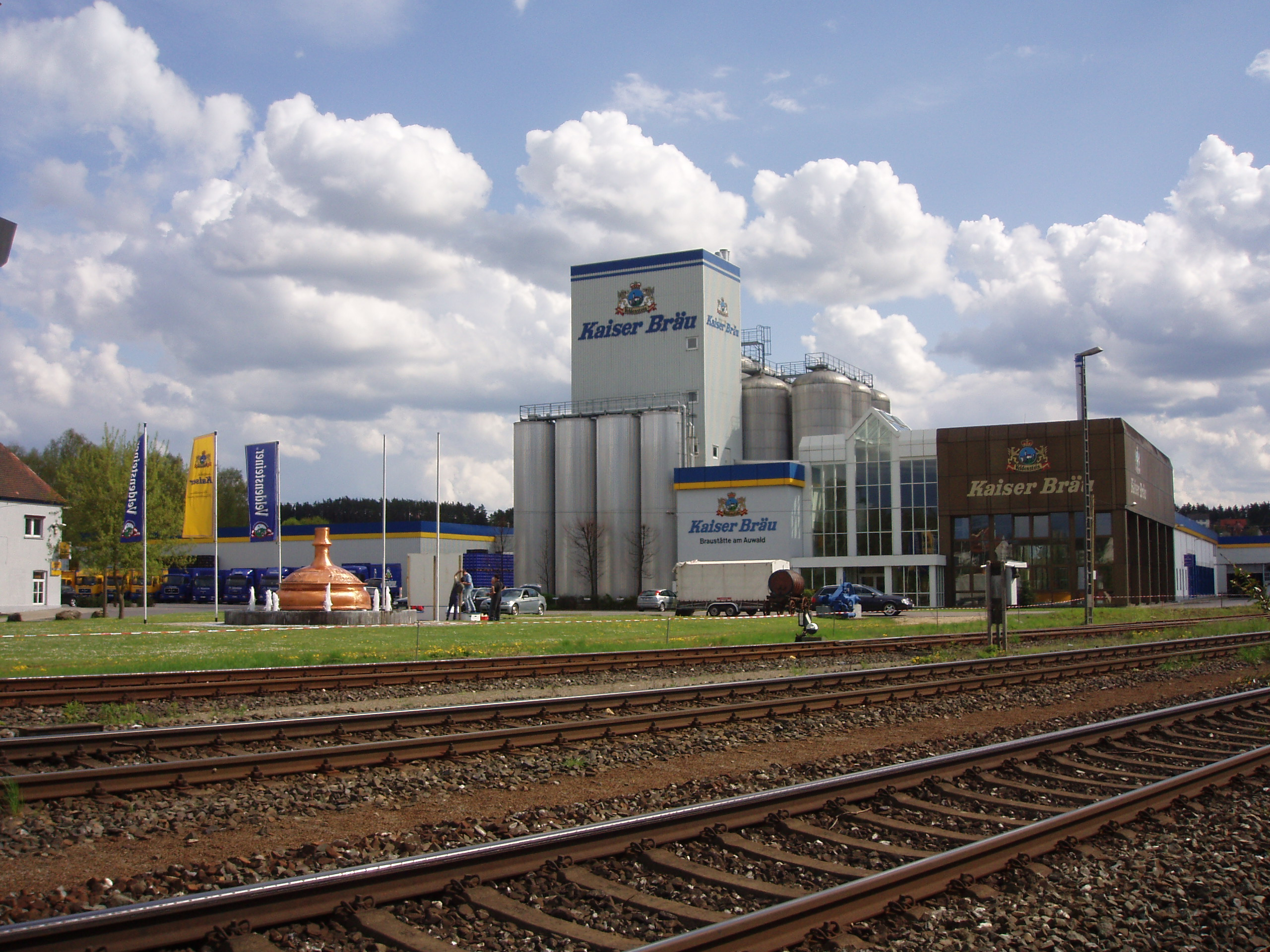
Die Brauerei

Die Kaiser Bräu in Neuhaus an der Pegnitz ist die größte Brauerei im Landkreis Nürnberger Land. Die Braustätte fußt auf einer ersten Verleihung des Braurechts an die Bürgerschaft Neuhaus im Jahre 1522. Bis 1958 nannte sich die Brauerei Kommunbräu Neuhaus, ehe die Brauerei 1958 in Burgbräu Neuhaus umbenannt wurde. Nur acht Jahre später wird die Brauerei erneut umbenannt – in den heute geläufigen Namen Kaiser Bräu. Der Grund für die Umbenennung war die häufige Verwechslung mit anderen Burgbrauereien.
Die heutige Brauerei wurde zunächst als Kommunbrauerei gegründet, ehe sie 1929 in das Handelsregister zu einer gewerblichen Brauerei eingetragen und umgewandelt wurde. Der Jahresausstoß stieg in den nächsten zehn Jahren (1939) vor dem Zweiten Weltkrieg lediglich auf 900 Hektoliter. Nach Kriegsende trat der Braumeister Andreas Laus der elterlichen Brauerei bei und verdoppelte zunächst den Ausstoß auf 1.800 hl, bis 1960 sodann auf 10.000 Hektoliter.
Im Jahr 1965 wurde die Braustätte im Ortskern erstmals erweitert, so dass am Oberen Markt ein eigenes Sudhaus errichtet werden konnte. Der Absatz konnte damit aber zunächst noch nicht wesentlich erhöht werden und blieb nahezu gleich (100.000 hl/1979). Erst mit dem Neubau der Brauerei vor den Toren dem Ort Neuhaus an der Pegnitz konnte die Produktion deutlich angehoben werden. Bis 2008 hatte die Brauerei den Absatz nahezu verdoppelt (200.000 hl), bis sie schließlich die Kapazität der neuen Braustätte von 500.000 hl voll ausschöpfen konnten. Die Brauerei befindet sich im Familienbesitz der Laus und wird aktuell (2021) in dritter Generation geführt, aktueller Geschäftsführer ist Josef Laus.
Großkunden sind Discounter und Lebensmittelmärkte, aber auch der Export. Im Abfüll- und Logistikzentrum wird auch für andere Brauereien abgefüllt, teilweise in Einweggebinde.
Neben Kaiser Pils, Helles und Weizen bietet das Unternehmen das seit 1972 die Marke Veldensteiner an. Darunter finden sich die Sorten: Zwickl, Helles, Rotbier, Vollbier, Lager, Pils, Weißbier, Landbier, Märzen, Saphir Bock, Festbier sowie Radler und alkoholfreies Bier.
Bei der Vermarktung wird der Name Veldensteiner mit einem Logo der Burg Veldenstein in Neuhaus verwendet. Die Biersorten der Marke „Veldensteiner“ werden in den traditionellen Bügelverschlussflaschen vertrieben, die Biere der Marke „Kaiser-Bräu“ in den schlanken NRW-Flaschen.
Ebenfalls im Sortiment sind Biere der Marke Weiss-Rössl-Bräu. Die gleichnamige Brauerei aus Eltmann-Roßstadt wurde bereits 1989 von Kaiser Bräu übernommen. Dazu werden als Lohnbrau Biere der Marke Schinner aus Bayreuth und für die Getränkemärkte Logo (St. Bonifatiuis) und Fristo (Adelsdorfer) gebraut.
Fredl Fesl war lange Zeit Werbeträger für Radiospots.